# Qingxia
Qingxia (kinesiska: 青霞镇, 青霞) är en köping i Kina. Den ligger i provinsen Sichuan, i den sydvästra delen av landet, omkring 50 kilometer väster om provinshuvudstaden Chengdu. Antalet invånare är 7 302. Befolkningen består av 3 482 kvinnor och 3 820 män. Barn under 15 år utgör 9,0 %, vuxna 15-64 år 74 %, och äldre över 65 år 15,0 %.
Genomsnittlig årsnederbörd är 1 318 millimeter. Den regnigaste månaden är juli, med i genomsnitt 377 mm nederbörd, och den torraste är december, med 11 mm nederbörd.